# (29571) 1998 FC29
A (29571) 1998 FC29 a Naprendszer kisbolygóövében található aszteroida. A LINEAR projekt keretében fedezték fel 1998. március 20-án.